# Josef van Schaik
Josephus Robertus Hendricus (Josef) van Schaik (Breda, 31 januari 1882 – Den Haag, 23 maart 1962) was een vooraanstaand Nederlands katholiek politicus, zowel voor, tijdens als na de Tweede Wereldoorlog.

## Advocaat en kantonrechter, 1906 - 1933
Van Schaik studeerde rechten en was van 1906 tot en met 1919 advocaat en procureur in Arnhem. Van 1 december 1910 tot 1 augustus 1919 was hij in die plaats plaatsvervangend kantonrechter. Van 1919 tot mei 1933 vervulde hij de functie van advocaat en procureur in Den Haag.

## Tweede Kamerlid en voorzitter, 1917 - 1933
Van 20 februari 1917 tot en met 1 juni 1933 was hij voor het eerst lid van de Tweede Kamer. Hij behoorde tot de linkervleugel van zijn fractie en was in 1923 aanvoerder van de dissidenten die de Vlootwet torpedeerden en daarmee een kabinetscrisis veroorzaakten. Van 18 september 1929 tot en met 26 mei 1933 was hij Voorzitter van de Tweede Kamer.

## Minister, 1933 - 1937
In 1933 werd hij minister van Justitie in het kabinet-Colijn II. Hij kreeg te maken met de problemen rond de instroom van Duitse (deels joodse) vluchtelingen en voerde een restrictief toelatingsbeleid (→ Vluchtelingen in Nederland).

## Tweede Kamerlid en voorzitter, 1937 - 1948
Hij was opnieuw lid van de Tweede Kamer van 8 juni 1937 tot en met 7 augustus 1948. Van 11 november 1937 tot en met 7 augustus 1948 was hij weer Tweede Kamervoorzitter. Op 10 mei 1940 protesteerde hij kort maar krachtig tegen de Duitse inval.

## Vicepremier, 1948
Hij formeerde in 1948 met Drees het kabinet-Drees-Van Schaik op brede basis en gaf daaraan als vicepremier mede leiding. Hij werd tevens aangesteld als minister voor staatkundige hervormingen Koninkrijk. Van 7 augustus 1948 tot en met 1 november 1948 is hij tevens minister van Verkeer en Waterstaat en van 15 juni 1949 tot en met 20 september 1949 minister van Binnenlandse Zaken. In de Tweede Kamer werd Van Schaik vervangen door Jo Cals. Van Schaik bracht als minister een nieuwe staatsregeling voor Suriname tot stand.
In 1951 werd hij door formateur Carl Romme buiten het volgende kabinet gehouden, mede omdat Van Schaik in 1948 zonder medeweten van Romme bij regentes Juliana Drees had aanbevolen als minister-president. Van Schaik werd uiteindelijk minister van Staat en was tot 1957 lid van de Raad van State.